# Soul Blazer
Soul Blazer (jap. ソウルブレイダー, Sōru Bureidā; in Japan erschienen als Soul Blader) ist ein Fantasy-Rollenspiel, das von Quintet entwickelt und von Enix bzw. Ubisoft (europäische Version) veröffentlicht wurde. Es erschien für die Spielkonsole Super Nintendo.

## Inhalt
Man spielt in diesem Spiel einen namenlosen himmlischen Helden, der eine durch einen bösen Geist namens Deathtoll entvölkerte Welt wieder befreien muss. Dies geschieht, indem man die Seelen der Menschen, Tiere und Pflanzen befreit, die durch Deathtoll gefangen wurden. Durch ihre Befreiung wird das ursprüngliche Wesen wieder in die Welt eingesetzt und man kann mit ihm interagieren. Durch die befreiten Wesen werden neue Gegenstände und Wege freigeschaltet.

## Spielmechanik
Die Welt wird in einer Top-Down-Perspektive gezeigt, die stark an Spiele im Stil von The Legend of Zelda erinnert. Kämpfe mit Gegnern finden in Echtzeit statt und greifen auf bestimmte Seelen zurück, die bei dem Charakter verbleiben, nachdem er sie befreit hat, und ihm bestimmte Kräfte verleihen.

## Nachfolger
Ein direkter thematischer Nachfolger existiert nicht. Allerdings werden die späteren Quintet-Spiele Illusion of Time und Terranigma aufgrund vieler Ähnlichkeiten als inoffizielle Fortsetzungen angesehen.